# 皮尔斯廷
皮尔斯廷是德国巴伐利亚州的一个市镇。总面积71.18平方公里，总人口6211人，其中男性3052人，女性3159人（2011年12月31日），人口密度87人/平方公里。